# Arthur Caravan
Arthur Caravan és un grup alcoià de pop-rock alternatiu en valencià.

## Trajectòria
El grup es va formar després que diversos músics d'Alcoi que ja havien participat en altres projectes decidiren agrupar-se per donar forma a una nova proposta. El grup està format actualment per quatre membres: Pau Miquel Soler, vocalista i guitarrista; Toni Blanes, el bateria; Pau Aracil, baixista; i Jordi Richart, guitarrista. Fins 2014, Pau Gonzàlez va formar part del grup al teclat i la percussió. El nom va ser elegit quan encara eren estudiants, en homenatge al boxejador i poeta dadaista Arthur Cravan, que era nebot de Oscar Wilde. Des d'un principi van tindre molt clar el nom del grup i que la llengua de les seues cançons seria el valencià.
La seua música mostra la voluntat per innovar i experimentar, fent barreges de distints estils musicals a partir d'alguns referents. Com ells mateixos defineixen, «és com si juntes en una càlida nit de Sant Joan a Ovidi Montllor, Pep Laguarda i Dominique A, amb la intensitat dels Sonic Youth, les progressions de Can i Will Oldham preparant les brases». Principalment, la seua música abarca el pop en català, amb influències folk autòctones i del pop-rock anglosaxó.
Durant el 2008, van ser elegits per tocar al festival Tastautors de Cardedeu, en el Circuit de música en valencià, el Tirant de Cançó del Centre Ovidi Montllor d'Alcoi o en la final del concurs amplificat de joves d'Acció Cultural del País Valencià, a més de les jornades Walter Benjamin de Portbou o el festival Minifestivern.
En l'actualitat, Arthur Caravan té quatre discs, Arthur Caravan (2009), Atles enharmònic (2011), Wegener (2013) i Major propòsit (2016).
Després de publicar el seu primer disc van iniciar el seu espectacle Si t’arriba el dematí (la nit de la música en valencià), amb el qual van retre homenatge a cantants i músics en valencià, com ara Raimon, Ovidi Montllor o Juli Bustamante.
Amb el seu segon àlbum, es van sumar a la iniciativa del crowdfunding, que els va permetre entregar recompenses o oferir cançons inèdites, com ara «La flexió verbal» o «Khorosko», a aquells que feren aportacions monetàries, alhora que això ajudava a que el grup poguera guanyar en independència.
A més, el grup va gravar la banda sonora de El taxista ful (2005), pel·lícula que va ser guardonada al festival de cinema de Donosti i Nantes, entre d'altres.
Després de la publicació de Major propòsit, la falta de concerts i la confluència de tres dels quatre membres del grup en el projecte paral·lel Las Víctimas Civiles —amb el qual publicaren el primer disc el mateix 2016— feu que deixaren el nom d'Arthur Caravan de banda, encara que continuen en actiu com a músics.
Llur darrer concert fins al moment tingué lloc en el Festivalet Independent de Gata.

## Discografia[8]
- Arthur Caravan (La Casa Calba, 2009)
- Atles enharmònic (Música de Telers, 2011)
- Atles enharmònic-Cançons extra (Malatesta Records, 2011)
- Wegener (Música de Telers, 2013, junt a Hugo Mas)
- Principi de plaer (Autoedició, 2016)
- Major propòsit (Autoedició, 2016)

## Premis[calcitació]
- IV Premis Ovidi (2009)
  - Millor disc de pop-rock (Arthur Caravan)
  - Millor lletra (Menjars al llit, somnis en la taula)

- VII Premis Ovidi (2012)
  - Millor disc de rock (Atles enharmònic)

- IX Premis Ovidi (2014)
  - Arranjaments (Wegener)
  - Millor disc de rock (Wegener)
  - Millor cançó (Terres rares)
  - Millor disseny (Wegener)

- XI Premis Ovidi (2016)
  - Millor disc de rock (Major propòsit)
  - Millor cançó (La traïció de les imatges)